# Pitcairnia rubronigriflora
Espèce
Classification phylogénétique
Pitcairnia rubronigriflora est une espèce de plantes à fleurs de la famille des Bromeliaceae, endémique des régions du nord du Pérou.